# Tomáš Kůrka
Tomáš Kůrka (* 14. Dezember 1981 in Most, Tschechoslowakei) ist ein ehemaliger tschechischer Eishockeyspieler, der für die Carolina Hurricanes 17 Spiele in der National Hockey League absolviert hat.

## Karriere
Tomáš Kůrka stammt aus dem Nachwuchs des HC Litvínov, für den er während der Spielzeit 1998/99 in der Extraliga debütierte. Im Sommer 1999 entschied er sich zu einem Wechsel nach Nordamerika und ging in den nächsten zwei Jahren für die Plymouth Whalers, die ihn beim CHL Import Draft des Jahres als insgesamt siebten Spieler gezogen hatten, aus der Ontario Hockey League aufs Eis. Die Carolina Hurricanes wählten ihn in der zweiten Runde insgesamt an 32. Stelle des NHL Entry Draft 2000 aus.
Nach zwei Spielzeiten in der American Hockey League beim Farmteam der Hurricanes, den Lowell Lock Monsters, gab Kůrka während der Saison 2002/03 sein Debüt in der National Hockey League. In den folgenden zwei Jahren kam er auf insgesamt 17 NHL-Partien, wurde aber ansonsten weiter bei den Monsters eingesetzt. Die Lockout-Saison 2004/05 verbrachte Kůrka bei seinem Stammverein, bevor er in die AHL zurückkehrte und mit den Providence Bruins das Conference-Finale erreichte.
Weitere Stationen seiner Karriere waren KalPa Kuopio und Ilves Tampere aus der finnischen SM-liiga sowie der Södertälje SK aus der schwedischen HockeyAllsvenskan. Zwischen 2007 und 2009 stand Kůrka beim HC České Budějovice unter Vertrag und gehörte dort zu den Leistungsträgern, bevor er im Oktober 2009 gegen Tomáš Micka vom HC Slavia Prag getauscht wurde.
Im Sommer 2010 wechselte Kůrka von Slavia zum HC Sparta Prag und erzielte bis Januar 2011 12 Scorerpunkte, bevor er entlassen wurde. Bis Saisonende spielte er schließlich für den Ligarivalen HC Pardubice. Zur Saison 2011/12 wechselte er innerhalb der Extraliga zu seinem Ex-Verein HC Slavia Prag. Im Februar 2013 wechselte er dann in die DEL zu den Krefeld Pinguinen, wo er die Saison beendete. Die folgende Spielzeit begann er bei den SCL Tigers, wechselte aber bereits im November zu den Cardiff Devils in die Elite Ice Hockey League. Nachdem er bis 2014 in Wales gespielt hatte, wechselte er zu Sputnik Nischni Tagil in die Wysschaja Hockey-Liga, kehrte aber nach nur einem Jahr zu den Devils zurück. 2016 schloss er sich den Rostock Piranhas aus der drittklassigen deutschen Oberliga Nord an, bei denen er 2020 seine Karriere beendete.

### International
Tomáš Kůrka nahm mit der U18-Juniorenauswahl der Tschechischen Republik an der U18-Weltmeisterschaft 1999 teil, bei der die Auswahlmannschaft den fünften Platz belegte und Kůrka vier Tore und ein Assist gelangen. Für die Herren-Auswahl absolvierte er 15 Länderspiele, in denen ihm vier Scorerpunkte gelangen.

## Erfolge und Auszeichnungen
- 1997 Tschechischer U18-Meister mit dem HC Litvínov
- 1998 Tschechischer U18-Meister mit dem HC Litvínov
- 2000 CHL Top Prospects Game, CHL All-Rookie-Team und OHL First All-Rookie-Team
- 2007 Meister der HockeyAllsvenskan und Aufstieg in die Elitserien mit dem Södertälje SK

## Karrierestatistik
(Legende zur Spielerstatistik: Sp oder GP = absolvierte Spiele; T oder G = erzielte Tore; V oder A = erzielte Assists; Pkt oder Pts = erzielte Scorerpunkte; SM oder PIM = erhaltene Strafminuten; +/− = Plus/Minus-Bilanz; PP = erzielte Überzahltore; SH = erzielte Unterzahltore; GW = erzielte Siegtore; 1 Play-downs/Relegation; Kursiv: Statistik nicht vollständig)